# Anuridella calcarata
Anuridella calcarata is een springstaartensoort uit de familie van de Neanuridae. De wetenschappelijke naam van de soort is voor het eerst geldig gepubliceerd in 1925 door Denis.